# Amediye

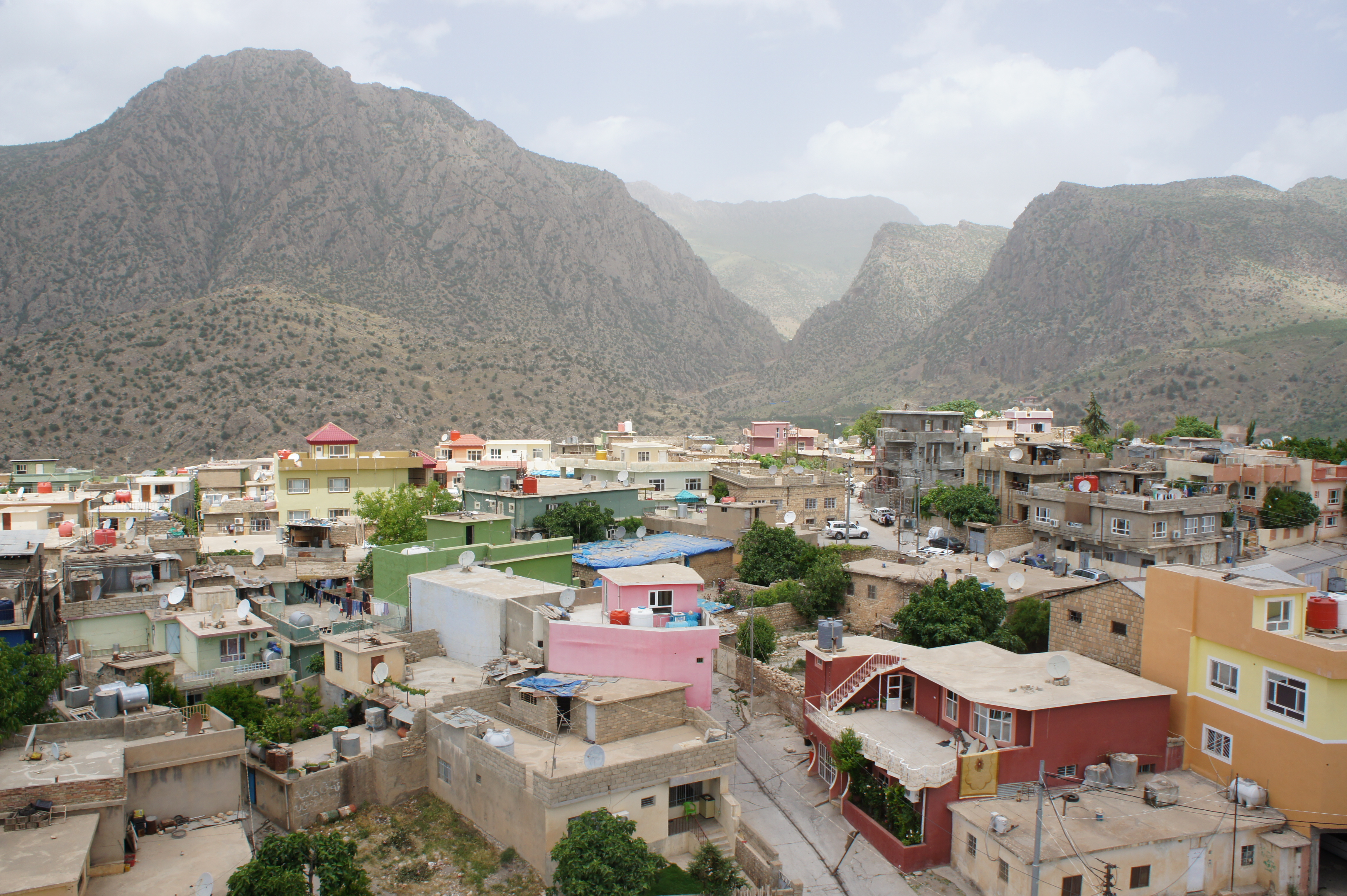
Amediye

Amediye, idag officiellt Amedi (kurdiska: Amêdî, ئامێدی, arabiska: العمادية) är en stad i provinsen Duhok i Irakiska Kurdistan, cirka 70 kilometer nordost om Duhok. Staden ligger på en bergsplatå, 1 085 meter över havet.

## Historia
Amedis historia sträcker sig åtminstone tillbaka till antika Assyrien. Den då assyriska staden gick under namnet Amedi, från 2400-talet f.Kr. till slutet av 600-talet f.Kr. Därefter var staden en del av det akemenidiska Assyrien, seleukidiska Assyrien, den romerska provinsen Assyria samt det av Partien och Sasanidiska riket styrda Assyrien, fram till dess upplösning i mitten av 600-talet f.Kr. Staden har alltid utgjort en strategisk plats på grund av dess läge på den platta bergstoppen. Under flera sekel efter att kalifen från Bagdad drivits ut, styrdes Amedi av en pascha, en prins från den abassidiska familjen, som sägs ha varit en av de rikaste regenterna i området.
Amedi var säte för det semiautonoma emiratet av Badinan, som varade från 1376 till 1843. Vid 1800-talets slut uppgick stadens invånare redan till 6 000, av vilka 2 500 var kurder, 1 900 judar och 1 600 kaldéer. Det finns ruiner kvar från den assyriska eran och även av en synagoga och en kyrka i den lilla staden.

## Klimat
|                                            | Jan | Feb | Mar | Apr | Maj | Jun | Jul | Aug | Sep | Okt | Nov | Dec |
| ------------------------------------------ | --- | --- | --- | --- | --- | --- | --- | --- | --- | --- | --- | --- |
| Normaldygnets maximitemperaturs medelvärde | 8   | 10  | 15  | 21  | 27  | 31  | 33  | 27  | 23  | 20  | 13  | 10  |
| Normaldygnets minimitemperaturs medelvärde | 2   | 3   | 8   | 12  | 17  | 19  | 23  | 22  | 17  | 14  | 8   | 4   |
|                                            |     |     |     |     |     |     |     |     |     |     |     |     |
| Nederbörd                                  | 39  | 75  | 57  | 45  | 21  | 0   | 0   | 0   | 0   | 21  | 60  | 72  |

| Diagram | temperaturer i °C • månadsnederbörd i mm • Källa: ”Weather averages for Amadiya”. World Weather Online. http://www.worldweatheronline.com/v2/weather-averages.aspx?q=Amedi,%20Iraq. Läst 6 september 2014. | temperaturer i °C • månadsnederbörd i mm • Källa: ”Weather averages for Amadiya”. World Weather Online. http://www.worldweatheronline.com/v2/weather-averages.aspx?q=Amedi,%20Iraq. Läst 6 september 2014. | temperaturer i °C • månadsnederbörd i mm • Källa: ”Weather averages for Amadiya”. World Weather Online. http://www.worldweatheronline.com/v2/weather-averages.aspx?q=Amedi,%20Iraq. Läst 6 september 2014. | temperaturer i °C • månadsnederbörd i mm • Källa: ”Weather averages for Amadiya”. World Weather Online. http://www.worldweatheronline.com/v2/weather-averages.aspx?q=Amedi,%20Iraq. Läst 6 september 2014. | temperaturer i °C • månadsnederbörd i mm • Källa: ”Weather averages for Amadiya”. World Weather Online. http://www.worldweatheronline.com/v2/weather-averages.aspx?q=Amedi,%20Iraq. Läst 6 september 2014. | temperaturer i °C • månadsnederbörd i mm • Källa: ”Weather averages for Amadiya”. World Weather Online. http://www.worldweatheronline.com/v2/weather-averages.aspx?q=Amedi,%20Iraq. Läst 6 september 2014. | temperaturer i °C • månadsnederbörd i mm • Källa: ”Weather averages for Amadiya”. World Weather Online. http://www.worldweatheronline.com/v2/weather-averages.aspx?q=Amedi,%20Iraq. Läst 6 september 2014. | temperaturer i °C • månadsnederbörd i mm • Källa: ”Weather averages for Amadiya”. World Weather Online. http://www.worldweatheronline.com/v2/weather-averages.aspx?q=Amedi,%20Iraq. Läst 6 september 2014. | temperaturer i °C • månadsnederbörd i mm • Källa: ”Weather averages for Amadiya”. World Weather Online. http://www.worldweatheronline.com/v2/weather-averages.aspx?q=Amedi,%20Iraq. Läst 6 september 2014. | temperaturer i °C • månadsnederbörd i mm • Källa: ”Weather averages for Amadiya”. World Weather Online. http://www.worldweatheronline.com/v2/weather-averages.aspx?q=Amedi,%20Iraq. Läst 6 september 2014. | temperaturer i °C • månadsnederbörd i mm • Källa: ”Weather averages for Amadiya”. World Weather Online. http://www.worldweatheronline.com/v2/weather-averages.aspx?q=Amedi,%20Iraq. Läst 6 september 2014. | temperaturer i °C • månadsnederbörd i mm • Källa: ”Weather averages for Amadiya”. World Weather Online. http://www.worldweatheronline.com/v2/weather-averages.aspx?q=Amedi,%20Iraq. Läst 6 september 2014. |
|         | 39 8 2 | 75 10 3 | 57 15 8 | 45 21 12 | 21 27 17 | 0 31 19 | 0 33 23 | 0 27 22 | 0 23 17 | 21 20 14 | 60 13 8 | 72 10 4 |